# Rumänische Eishockeyliga 1945/46
Die Saison 1945/46 war die 17. Spielzeit der rumänischen Eishockeyliga, der höchsten rumänischen Eishockeyspielklasse. Meister wurde zum insgesamt dritten Mal in der Vereinsgeschichte der HC Juventus Bukarest.

## Modus
In der Hauptrunde absolvierte jede der fünf Mannschaften insgesamt vier Spiele. Der Erstplatzierte der Hauptrunde wurde Meister. Für einen Sieg erhielt jede Mannschaft zwei Punkte, bei einem Unentschieden gab es ein Punkt und bei einer Niederlage null Punkte.

## Hauptrunde
|    | Klub                 | Sp | S | U | N | T  | GT | Punkte |
| -- | -------------------- | -- | - | - | - | -- | -- | ------ |
| 1. | HC Juventus Bukarest | 4  | 3 | 0 | 1 | 15 | 8  | 6      |
| 2. | CS Târgu Mureș       | 4  | 2 | 2 | 0 | 9  | 6  | 6      |
| 3. | HC Venus Bukarest    | 4  | 1 | 1 | 2 | 10 | 13 | 3      |
| 4. | CS Miercurea Ciuc    | 4  | 1 | 1 | 2 | 10 | 14 | 3      |
| 5. | CP Cluj              | 4  | 0 | 2 | 2 | 8  | 11 | 2      |

Sp = Spiele, S = Siege, U = Unentschieden, N = Niederlagen